# Gamla Tyresövägen

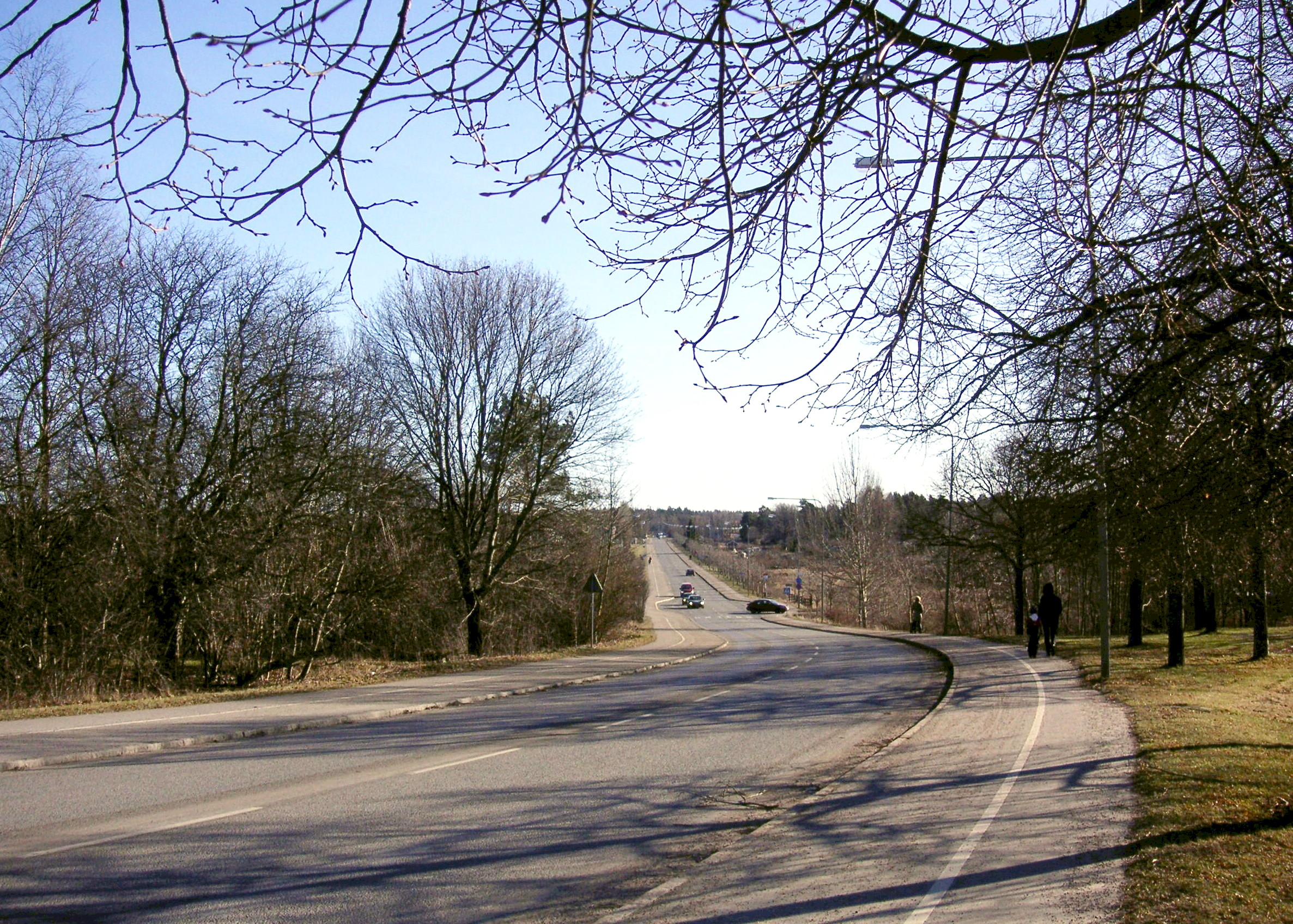
Gamla Tyresövägen vid Skogskyrkogården.

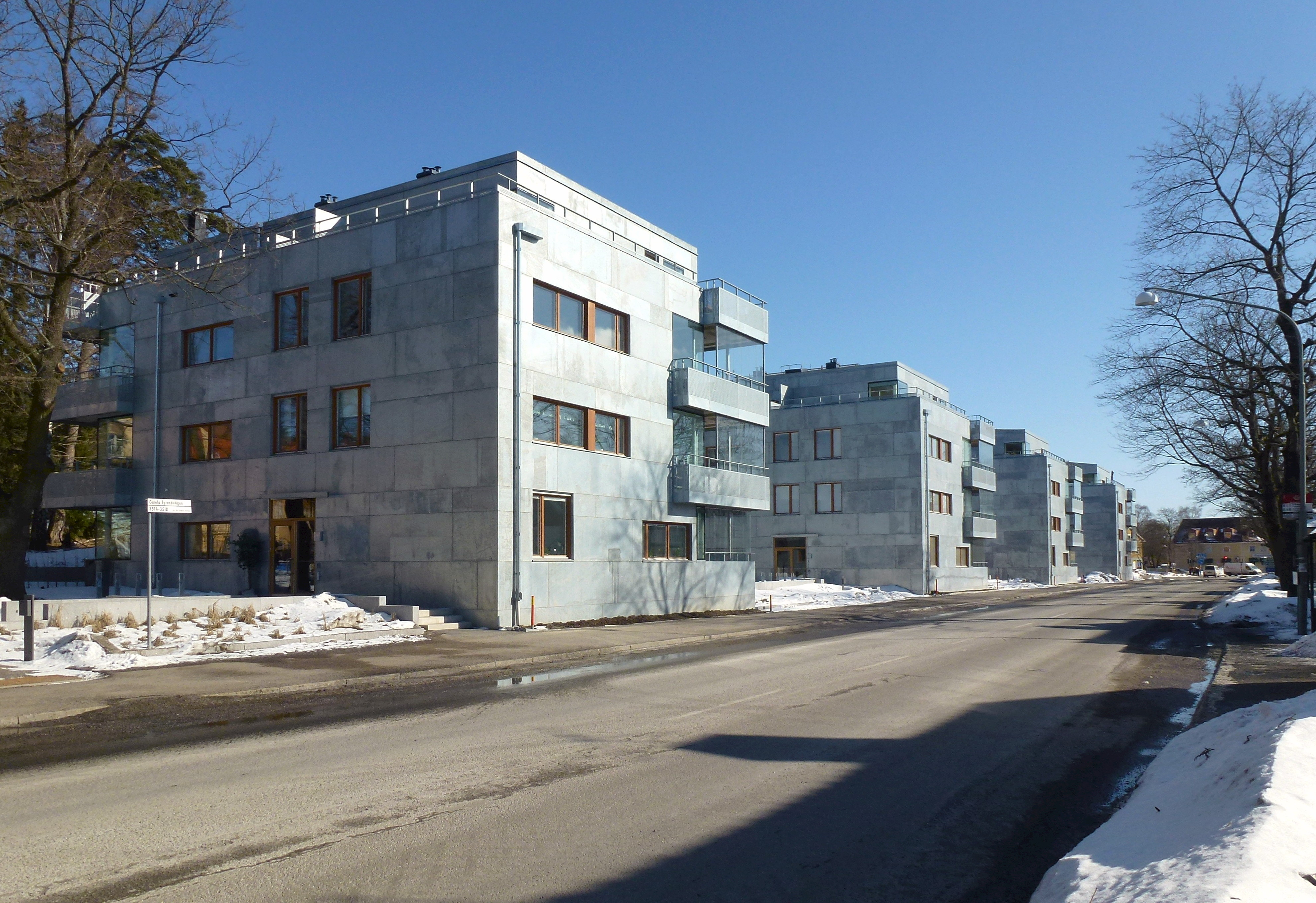
Gamla Tyresövägen vid De gamlas vänner.

Gamla Tyresövägen går mellan bostadsområdet Dalen och Tyresövägen (Länsväg 229) i Söderort inom Stockholms kommun. Vägen är i dess norra del en rak gata med trädalléer och gång- och cykelbanor utmed båda sidorna. 
I och med anläggningen av Skogskyrkogården och småhusområdena i Enskededalen och Pungpinan i slutet av 1920-talet anlades denna väg i fyra etapper: norr om Sockenvägen på´tidigt 1910-talet, därifrån till Pungpinetorpet i slutet av 1910-talet och söder därom kring 1926. Sist anlades sträckan upp till Sofielundsplan. Gatan tog på 1920-talet successivt över sträckor av vägen till Tyresö.  När den nya sträckningen av dagens Tyresövägen var klar i mitten av 1960-talet, blev denna väg Gamla Tyresövägen. När denna väg var ny som Tyresövägen på 1920-talet till 1950-talet användes benämningen Gamla Tyresövägen inofficiellt om Skarpnäcksvägen, som tidigare utgjort en del av Tyresövägen.
Gatan är numera en genomfartsgata, men har mest lokal trafik. Genomfart sker av några busslinjer till Tyresö och av privatbilister främst vid morgonrusningen.